# オレイン・シンプソン
オレイン・シンプソン（英: Oraine Simpson、1983年9月4日 - 2009年10月13日）は、ジャマイカのサッカー選手。
2005年にジャマイカ・ナショナル・プレミアリーグのチボリ・ガーデンズに入団。2009年にはアーネット・ガーデンズとの優勝を決める試合に出場し、決勝点となるゴールを記録、クラブの国内チャンピオンに貢献した。サッカージャマイカ代表にも選ばれており、親善試合や2009 CONCACAFゴールドカップの予選などに出場していた。
2009年10月13日、キングストンにて男性と口論になり刺殺された。26歳没。